# Estnische Reformpartei
Die Estnische Reformpartei (estnisch Eesti Reformierakond, Kurzbezeichnung RE) ist eine klassisch liberale Partei. Ihr Vorsitzender ist seit September 2024 Kristen Michal. Sie stellt derzeit im Riigikogu, dem estnischen Parlament, die größte Fraktion.

## Geschichte und Entwicklung
Am 13. November 1994 wurde die RE vom damaligen Zentralbankpräsidenten und „Vater der Estnischen Krone“, Siim Kallas, gegründet. Bei den Parlamentswahlen im folgenden Jahr wurde die neu gegründete Partei mit 16,2 % und 19 der 101 Sitze auf Anhieb zweitstärkste Kraft hinter der sozialliberalen Estnischen Koalitionspartei. Nach einer Kabinettsumbildung im November 1995 ging sie mit ihr eine Koalitionsregierung unter Tiit Vähi ein, Kallas wurde Außenminister. Ein Jahr später zerbrach die Koalition, die RE ging in die Opposition. 1999 bildete sie nach Bestätigung bei den Wahlen (15,9 %; 18 Sitze) wieder eine Koalition mit der Vaterlandsunion und der Volkspartei – Die Moderaten (heute Estnische Sozialdemokratische Partei) unter Mart Laar. Nach deren Auseinanderbrechen wurde Kallas selbst zum Ministerpräsidenten gewählt, seiner Regierung gehörte die Estnische Zentrumspartei an. Seine europafreundliche Politik führte zu einem leichten Zugewinn bei den Parlamentswahlen 2003. 17,7 % wählten die Partei, so dass sie wieder 19 Abgeordnete in den Riigikogu entsenden konnte. Die Reformpartei war weiterhin an der Regierung beteiligt, die Regierungsführung übernahm nun jedoch Juhan Parts von der Res Publica, außerdem an der Regierung beteiligt war die Volksunion, eine linkskonservative Bauernpartei. 2004 ging Siim Kallas als EU-Kommissar nach Brüssel. Seine Nachfolge als Parteivorsitzender übernahm Andrus Ansip, der beliebte Bürgermeister von Tartu. Nach Parts' Rücktritt verließ auch die Res Publica die Regierung. Neuer Ministerpräsident wurde Ansip, der die Zentrumspartei wieder in die Regierung aufnahm.
Bei den Parlamentswahlen im März 2007 konnte die RE stark zulegen. Sie kam nun auf 27,8 % der Stimmen und 31 Sitze. Nach der Wahl bildete die Reformpartei nun mit der konservativen Isamaa ja Res Publica Liit (IRL) und den Sozialdemokraten eine Koalitionsregierung, aus der die Sozialdemokraten jedoch im Mai 2009 ausschieden. Bei der Wahl am 6. März 2011 konnte die Reformpartei ihr Ergebnis noch einmal steigern und mit 28,6 % der Wählerstimmen und 33 Abgeordneten im Riigikogu ihr bis dahin bestes Wahlergebnis erzielen. Andrus Ansip setzte die Koalition der Reformpartei mit der IRL fort, die aber während der Wahlperiode zerbrach. Es folgte ab 2014 eine Koalitionsregierung aus Reform und Sozialdemokraten unter Ministerpräsident Taavi Rõivas. Bei der Parlamentswahl 2015 musste die Reformpartei kleine Verluste hinnehmen, bildete aber wieder eine Koalition mit der IRL und den Sozialdemokraten. Taavi Rõivas wurde als Ministerpräsident bestätigt. Allerdings zerbrach auch diese Koalition vorzeitig Ende 2016 und die beiden kleineren Parteien bildeten nun mit der Zentrumspartei eine Koalition. Anschließend wurde Hanno Pevkur Parteivorsitzender, ihm folgte kurz darauf die Tochter des Parteigründers, Kaja Kallas.
Bei den Wahlen 2019 trat Kallas als Spitzenkandidatin an. Die Reformpartei gewann leicht hinzu und holte mit 28,8 % bzw. 34 von 100 Sitzen ihr bis dato bestes Ergebnis. Allerdings scheiterte Kallas daran, eine neue Regierung zu bilden. Der bisherige Ministerpräsident Jüri Ratas bildete eine Regierung seiner Zentrumspartei mit der konservativen Vaterlandspartei und der rechtspopulistischen konservativen Volkspartei (EKRE). Die Reformpartei verblieb daher zunächst in Opposition. Nachdem Ratas im Januar 2021 vom Amt des Premierministers zurücktrat, einigten sich die Reform- und die Zentrumspartei auf eine gemeinsame Regierungsbildung mit Kallas als neue Ministerpräsidentin (Kabinett K. Kallas I). Die Koalition zerbrach im Juni 2022, woraufhin die Reformpartei eine Koalition mit Vaterlandspartei und Sozialdemokraten bildete (Kabinett K. Kallas II).
Bei den Wahlen 2023 erreichte die Partei mit 31,2 % und 37 Sitzen ein neues Rekordergebnis. Kaja Kallas wurde erneut Ministerpräsidentin (Kabinett K. Kallas III), wechselt aber 2024 nach Brüssel, um das Amt der Außenbeauftragten zu übernehmen. Daraufhin folgte ihr Kristen Michal als Parteivorsitzender und Regierungschef (Kabinett Michal). 

## Positionen und Profil
Die Reformpartei vertritt eine klassisch liberale Politik, was bedeutet, dass sie sich für ein hohes Maß an individueller Freiheit in allen Lebensbereichen ausspricht. So forderte sie nicht nur eine Senkung der Flat Tax auf 18 % bis 2011 oder eine Abschaffung der Körperschaftsteuer für reinvestierte Einkommen, sondern bezieht auch gegen die Wehrpflicht Stellung und spricht sich für eine Legalisierung weicher Drogen aus.
Die Reformpartei ist Mitglied der Liberalen Internationale und der Allianz der Liberalen und Demokraten für Europa. Ihre Farben sind blau und gelb.

## Wahlergebnisse
| Jahr | Stimmen | Anteil | Mandate | Platz |
| ---- | ------- | ------ | ------- | ----- |
| 1995 | 87.531  | 16,2 % | 19/101  | 2.    |
| 1999 | 77.088  | 14,9 % | 18/101  | 3.    |
| 2003 | 87.551  | 17,7 % | 19/101  | 3.    |
| 2007 | 153.044 | 27,8 % | 31/101  | 1.    |
| 2011 | 164.255 | 28,6 % | 33/101  | 1.    |
| 2015 | 158.885 | 27,7 % | 30/101  | 1.    |
| 2019 | 162.332 | 28,9 % | 34/101  | 1.    |
| 2023 | 190.632 | 31,2 % | 37/101  | 1.    |

| Jahr | Stimmen | Anteil | Mandate | Platz |
| ---- | ------- | ------ | ------- | ----- |
| 2004 | 28.377  | 12,2 % | 1/6     | 3.    |
| 2009 | 60.877  | 15,3 % | 1/6     | 3.    |
| 2014 | 79.849  | 24,3 % | 2/6     | 1.    |
| 2019 | 87.160  | 26,2 % | 2/7     | 1.    |
| 2024 | 66.014  | 17,9 % | 1/7     | 3.    |

## Parteivorsitzende
- Siim Kallas (1994–2004)
- Andrus Ansip (2004–2014)
- Taavi Rõivas (2014–2017)
- Hanno Pevkur (2017–2018)
- Kaja Kallas (2018–2024)
- Kristen Michal (seit 2024)